# شیره‌خوار ویلیامسون
شیره‌خوار ویلیامسون (نام علمی: Sphyrapicus thyroideus) نام یک گونه از سرده شیره‌خوار است.